# Whitesnake
Whitesnake ist eine britische Hard-Rock-Band. Sie wurde 1978 vom vormaligen Deep-Purple-Sänger David Coverdale gegründet. Zu Beginn spielte die Band bis Mitte der Achtzigerjahre Bluesrock. Ende der Achtzigerjahre schwamm die Rockgruppe durch Veränderungen von Image und Sound auf der Welle von Glam Rock und Glam Metal mit.
Whitesnakes kommerzieller Erfolg fällt in die 1980er Jahre, als sie vier nacheinanderfolgende Alben in die Top 10 der britischen Charts brachten, und mit dem 1984er Album Slide It In in den USA Doppelplatin-Status erhielt. Ihre größten Singleerfolge feierte die Band mit Here I Go Again und Is This Love, die in USA Platz eins und zwei der Single-Charts erreichten. 1990 löste sich Whitesnake auf, um sich kurzzeitig 1994 und 1997 wieder zu vereinigen. Seit 2002 veröffentlicht Whitesnake wieder regelmäßig Studioalben. Die Rockgruppe zählt zu den kommerziell erfolgreichsten Protagonisten der Achtzigerjahre und hat bisher weltweit mehr als 20 Millionen Alben verkauft, davon mehr als zwölf Millionen in den USA.

## Bandgeschichte und Stilwandel

### 1976 bis 1983: Die klassischen Jahre
Whitesnake kann, neben Rainbow und Gillan, als Nachfolge-Band von Deep Purple verstanden werden. Nach der Auflösung von Deep Purple begann der Sänger David Coverdale, der in dieser Band bereits in der „Mark III- und IV-Besetzung“ gesungen hatte, im März 1976 mit den Aufnahmen zu seinem ersten Soloalbum, das schließlich im Mai 1977 erschien. Es trug den Titel White Snake und enthielt Beiträge von Musikern wie dem Slide-Gitarristen Micky Moody. Schon vor dem Erscheinen des ersten Albums nahm Coverdale (wieder mit Moody) im März und April 1977 ein zweites Soloalbum mit dem Titel Northwinds auf (erscheint im März 1978). Produziert wurden beide Soloalben von Roger Glover, einem ehemaligen Deep-Purple-Bassisten (Mark II). Erschienen sind sie vorrangig zunächst nur in Japan.
Ende 1977 begannen Coverdale und Moody mit der Zusammenstellung einer Band für die Northwinds-Werbe-Tour. Ein zweiter Gitarrist war in Bernie Marsden schnell gefunden, und kurz darauf schlossen sich der Bassist Neil Murray und der Schlagzeuger David Dowle der Band an. Die ersten Auftritte im März 1978 wurden mit dem Keyboarder Brian Johnstone durchgeführt, der jedoch schon im April durch Pete Solley ersetzt wurde.
Diese Besetzung nahm im April die EP Snakebite unter dem Bandnamen Whitesnake auf. Als Produzent sicherte sich David Coverdale den früheren Deep-Purple-Tontechniker Martin Birch, der bis 1984 alle weiteren Aufnahmen betreute. In Deutschland sorgte die Plattenfirma der Band für Verwirrung, da sie die EP als neues Album vermarktete und zu den neuen Songs eine Zusammenstellung der stärksten Northwinds-Nummern hinzufügte. Außerhalb Englands war die Band erstmals am 17. Juni 1978 zu sehen, als sie in Holland beim Alkmaar Pop' 78 Festival als Vorgruppe von Status Quo spielte.
Das nächste Studioalbum Trouble erschien bereits im Oktober desselben Jahres. Mit dem Keyboarder Jon Lord stieß bei diesem Album nach Coverdale ein zweites ehemaliges Deep-Purple-Mitglied zur Band. Die dazugehörige Tour führte die Band als Headliner mit Magnum im Vorprogramm durch England und als Vorgruppe für Nazareth erstmals durch Deutschland. Im Sommer 1979 kam die Band erneut nach Deutschland. Neben Konzerten als Headliner spielten Whitesnake zusammen mit Bands wie The Police oder den Dire Straits auf Festivals.
Die Hochphase der „klassischen“ Whitesnake begann mit dem nächsten Album Lovehunter. In der Besetzung Coverdale, Moody, Marsden, Murray, Lord und Dowle und Songs wie Walking in the Shadow of the Blues avancierten Whitesnake bei Kritikern und Fans zur Nachfolgeband der zu dieser Zeit nicht mehr existierenden Deep Purple. Das Cover der Schallplatte – nackte Frau reitet riesige Schlange – sorgte in den USA für einen Skandal und durfte in manchen Läden nur in einer neutralen Schutzhülle verkauft werden. Auf der folgenden Tournee spielte ein weiteres Deep-Purple-Mitglied mit: Ian Paice ersetzte David Dowle.
Das nächste Album hieß Ready an’ Willing und markierte den ersten großen Erfolg für die Band. Die 1980 veröffentlichte Platte landete in den englischen Charts auf Platz 6, und auch in den USA schaffte es die Band erstmals in die Hitparade. Die Single Fool for Your Loving, ursprünglich für B.B. King geschrieben, wurde der erste Hit der Band. Der Song schaffte es in Amerika auf Platz 53, in Großbritannien sogar bis auf Platz 13 der Singlecharts. Das im selben Jahr erschienene Live-Album Live… In The Heart Of The City gilt noch heute unter Fans und Kritikern als eines der besten Livealben des Rockgenres. Auf Tour gingen Whitesnake in Europa als Vorband von AC/DC und in Amerika im Vorprogramm von Jethro Tull.
Bereits 1981 folgte das nächste Studioalbum: Come an’ Get It landete in England auf Platz zwei der Charts. Populärster Titel wurde Don’t Break My Heart Again. Höhepunkte des Jahres waren fünf ausverkaufte Konzerte im Hammersmith Odeon in London sowie der Auftritt beim Monsters-of-Rock-Festival in Castle Donington als zweitletzte Band des Abends unmittelbar vor AC/DC.
Während der Aufnahmen zum Nachfolgealbum Saints & Sinners legte Coverdale die Band im Januar 1982 auf Eis. Er war daraufhin sowohl als Sänger der Michael Schenker Group im Gespräch, als auch als Nachfolger von Ronnie James Dio bei Black Sabbath. Stattdessen formiert er jedoch im August 1982 Whitesnake neu mit Cozy Powell am Schlagzeug (ex-Rainbow), Jeff Beck (später unter anderem bei Black Sabbath), Colin Hodgkinson am Bass (ex-Alexis Korner), Mel Galley an der Gitarre (Phenomena), Micky Moody und Jon Lord.
Nach den Aufnahmen der noch fehlenden Gesangsspuren erschien das Album Saints & Sinners dann schließlich im November 1982. Das erneut von Martin Birch produzierte Album enthielt mit der Single Here I Go Again und Crying in the Rain zwei Hits. Im April 1983 begann die Band bereits mit den Aufnahmen zum nächsten Album, und im August desselben Jahres spielten Whitesnake erneut beim Monsters-of-Rock-Festival; diesmal als Headliner. Slide It In, so der Titel des neuen Albums, brachte der Band einen Vertrag bei Geffen Records in Nordamerika. Doch bevor das Album erschien, folgten weitere personelle Veränderungen. Sowohl Micky Moody als auch der für Murray eingestiegene Bassist Hodgkinson verließen die Band. Als neuer Gitarrist stieß der ehemalige Thin-Lizzy-Gitarrist John Sykes zur Band, und am Bass kehrte Neil Murray wieder zurück.

### 1984 bis 1991: Amerika ruft
Slide It In wurde extra für den amerikanischen Markt neu abgemischt, Sykes spielt einige Gitarrenparts neu ein, und Neil Murray überarbeitete die Bassspuren. Das Album wurde zum bis dato größten Erfolg für die Band in Amerika, wo es Platz 40 der Charts erreichte. Die Band stand wegen der offensichtlichen musikalischen Ausrichtung auf den amerikanischen Markt in der Kritik der Presse, und insbesondere der Fans ihrer frühen Alben. In England schaffte sie es trotzdem noch auf Platz neun der Charts. Auf Tour ließ sich die Band mit Dio und Black ’n Blue blicken.
Jon Lord verließ die Band zu Gunsten der Deep-Purple-Mark II-Reunion. Gitarrist Mel Galley gehörte krankheitsbedingt ebenfalls nicht mehr zur Bandbesetzung. Beide Mitglieder wurden nicht permanent ersetzt. Während Sykes fortan alleine für die Gitarren verantwortlich zeichnete, engagierte die Band mit Richard Bailey (Ex-Magnum) einen Tourkeyboarder, der allerdings hinter der Bühne spielte. 1985 verließ auch der Schlagzeuger Cozy Powell die Band und wurde später durch Aynsley Dunbar ersetzt.
Der weltweite Durchbruch gelang der Band mit dem nächsten Album, das den schlichten Titel 1987 trägt. Doch vorher stand ein erneuter einschneidender personeller Wechsel an: Obwohl Sykes alle Gitarren auf dem Album gespielt hatte, verließ er kurz darauf die Band ebenso wie die restlichen Musiker. Coverdale engagierte mit den beiden Gitarristen Adrian Vandenberg und Vivian Campbell (ex-Dio) und den ehemaligen Ozzy-Osbourne-Musikern Rudy Sarzo (Bass) und Tommy Aldridge (Schlagzeug) eine Videoclip-kompatible und perfekt gestylte Band. Für die Keyboardparts auf dem Album gewann er das ehemalige Rainbow- und spätere Deep-Purple-Mitglied Don Airey. Auf dem Höhepunkt der Glam-Metal-Welle hatte Coverdale die richtige Band und das richtige Album am Start.
1987 avancierte nicht zuletzt durch die neu eingespielte Version von Here I Go Again zu einem Millionenseller. Der Song schaffte es in Amerika bis auf Platz 1 der Single-Charts, das Album bis auf Platz 2, die Single Is This Love erreichte Platz 2 der amerikanischen Single-Charts. Doch auch auf dem Höhepunkt der Bandkarriere standen weitere Besetzungswechsel an. Vivian Campbell verließ die Band und wurde 1989 durch den ehemaligen Frank Zappa/Alcatrazz/David-Lee-Roth-Gitarristen Steve Vai ersetzt. Vandenberg fiel wegen einer Armverletzung für die Aufnahmen des nächsten Albums aus, so dass Steve Vai alle Gitarrenspuren alleine einspielte.
Slip of the Tongue sollte 1989 den Erfolg von 1987 wiederholen. Mit Fool For Your Loving nahm die Band erneut einen ihrer alten Songs neu auf und koppelte ihn als Single aus, aber im Gegensatz zu Here I Go Again reichte es in den Charts nur noch für Platzierungen jenseits der Top Ten. Die Band scheiterte an den hohen Anforderungen und erreichte mit dem Album sowohl in England als auch in Amerika nur noch Platz 10. Auch auf Tour konnte sie viele Hallen nicht mehr füllen, die zwei Jahre vorher noch ausverkauft waren. Trotzdem war die Band mehr als sechs Monate auf Tour, spielte am 15. Juni 1990 in Toronto mit Kiss als Vorband und im August zum zweiten Mal als Headliner beim Monsters-of-Rock-Festival mit Aerosmith, Poison, Thunder und The Quireboys im Vorprogramm. In Deutschland firmierte dieses Festival unter dem Namen Superrock '90 und fand in drei deutschen Städten statt, wobei Whitesnake bei allen dreien dabei war, am 23. August auf der Berliner Waldbühne, am 25. August in der Westfalenhalle in Dortmund und am 1. September auf dem Maimarktgelände in Mannheim.

### 1992 bis 1998: 1. Comeback und Abschied
Nach dem Ende der Tour legte David Coverdale die Band auf Eis und widmete sich anderen Projekten, vor allem Coverdale/Page mit dem selbstbetitelten Album, das er 1993 in Kooperation mit dem ehemaligen Led-Zeppelin-Gitarristen Jimmy Page aufnahm. Für das 1994 erschienene Greatest Hits-Album reformierte Coverdale Whitesnake schließlich. Neben dem Thunder-Gitarristen Luke Morley wurde im Vorfeld auch der Deep-Purple-Gitarrist Ritchie Blackmore als heißer Kandidat für die vakante Position gehandelt. Am Ende bediente der Rückkehrer Adrian Vandenberg neben dem ehemaligen Ratt-Musiker Warren DeMartini die Sechssaitige. Am Bass stand erneut Rudy Sarzo, und als Schlagzeuger war Denny Carmassi von Heart dabei. Die Band absolvierte eine erfolgreiche Europatournee mit Zakk Wyldes Pride & Glory im Vorprogramm.
Nachdem das Greatest-Hits-Album in Amerika den Einstieg in die Charts nicht geschafft hatte, entließ Geffen Records die Band aus ihrem Vertrag. 1996 kursierten Gerüchte, dass Coverdale erneut bei Deep Purple eingestiegen sei. Diese wurden jedoch in Form von Meldungen über Aufnahmen an einem neuen Studioalbum dementiert.
Das Album Restless Heart erschien 1997 unter dem Banner David Coverdale & Whitesnake. Neben Adrian Vandenberg und Denny Carmassi waren der Bassist Guy Pratt und der Keyboarder Brett Tuggle mit von der Partie. Live standen neben Coverdale die beiden Gitarristen Vandenberg und Steve Farris, der Bassist Tony Franklin, der Keyboarder Derek Hilland und der Schlagzeuger Carmassi auf der Bühne. Eine Abschiedstournee fand 1997 unter dem Motto The Last Hurrah! statt. Das Unplugged-Livealbum Starkers in Tokyo markierte 1997 die letzte Veröffentlichung im zweiten Jahrtausend (abgesehen von diversen Best-Of-Zusammenstellungen) unter dem Whitesnake-Banner.

### 1999 bis heute: Soloalbum und zweites Comeback

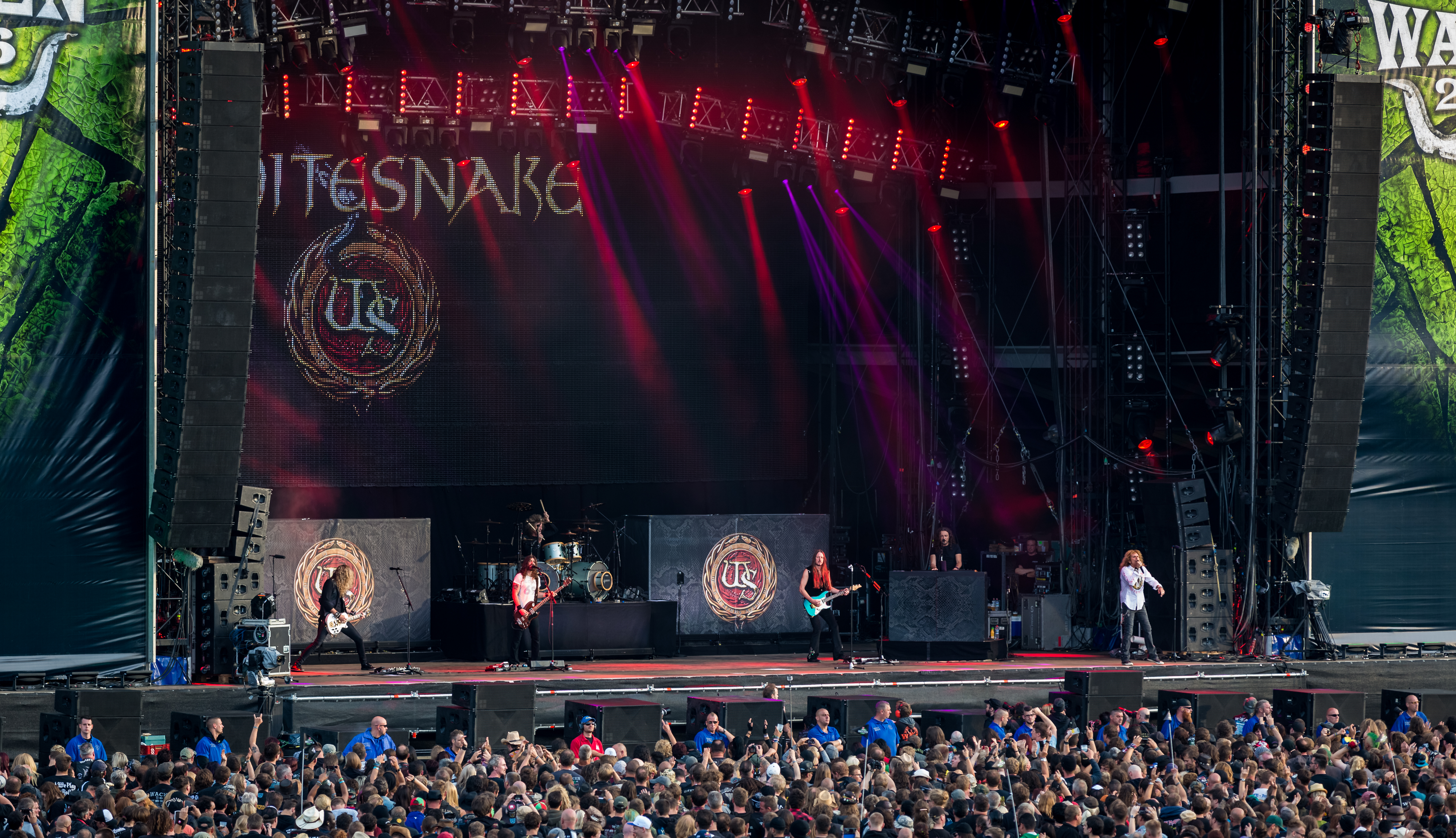
Whitesnake beim Wacken Open Air (2016)

2000 veröffentlichte David Coverdale das Soloalbum Into the Light, allerdings rissen Meldungen über ein Comeback von Whitesnake in den folgenden Jahren nicht ab. Gut informierte Quellen kündigten Mitte 2002 für das kommende Jahr ein Comeback an. Doch sowohl die Spekulationen über den Wiedereinstieg von John Sykes bewahrheiteten sich ebenso wenig wie jene über den Einstieg des Mr.-Big-Gitarristen Paul Gilbert. Zu Beginn des Jahres 2003 war es schließlich soweit. Whitesnake absolvierten zusammen mit den Scorpions als Headliner und Dokken als Vorgruppe eine überaus erfolgreiche Tour durch Nordamerika. Neben Coverdale gehörte der Rückkehrer Tommy Aldridge ebenso zur Besetzung wie der ehemalige Winger-Gitarrist Reb Beach, der Ted-Nugent-Bassist Marco Mendoza sowie Timothy Drury am Keyboard und Doug Aldrich an der Gitarre. Konzerte in Europa folgten im Sommer desselben Jahres, wie auch eine weitere Tour durch Amerika – diesmal als Headliner zusammen mit Slaughter, Warrant und Kip Winger im Vorprogramm.
Mendoza verließ die Band im Sommer 2005 und wurde durch Uriah Duffy ersetzt. Im Frühjahr 2006 erschien die erste DVD der Band unter dem Titel Live in the Still of the Night, die auf der Englandtour im Hammersmith Apollo in London im Vorjahr aufwendig produziert wurde. 2006 kündigte Coverdale auch neue Musik von Whitesnake an. Die Band nahm im Studio einige Songs als Bonustracks für das Livealbum Live… In the Shadow of the Blues auf. Am 18. April 2008 erschien pünktlich zum 30-jährigen Bandbestehen das neue Studioalbum Good to Be Bad. Auf dem Album war Tommy Aldridge nicht mehr zu hören, da er die Band im Frühjahr 2007 verlassen hatte, um sich anderen musikalischen Projekten zu widmen. Chris Frazier, Ex-Schlagzeuger von Steve Vai und von Doug Aldrichs Projekt Burning Rain, wurde als Ersatz vorgestellt, nahm an den Aufnahmesessions teil und wurde auch auf der für 2008 angekündigten Tour festes Mitglied. Bereits in der ersten Woche steigt das Album in den britischen Album-Charts auf Platz 7 ein.
Im Juni 2010 verließen Uriah Duffy und Chris Frazier die Band. Als neuer Drummer stand Brian Tichy (Ex Velvet Revolver, Ozzy Osbourne, Foreigner, Billy Idol und Slash’s Snakepit) bereit. Neuer Bassist wurde Michael Devin (Ex Lynch Mob). Kurz darauf kündigte auch der Keyboarder Timothy Drury sein freundschaftliches Ausscheiden aus der Band an, um sich in Zukunft um seine Solokarriere als Fotograf, Komponist und Musiker zu kümmern.
Am 25. März 2011 erschien mit Forevermore das elfte Studioalbum der Band. Im Anschluss daran startete die Forevermore World Tour 2011 mit Brian Ruedy (ehemals Korn) am Keyboard. Brian Tichy verließ die Band im Januar 2013, um sich stärker für seine eigene Band, S.U.N., engagieren zu können.
2014 verließ Doug Aldrich die Band und wurde durch Joel Hoekstra (Night Ranger) ersetzt.
2015 erschien The Purple Album, das 15 Lieder aus Coverdales Deep-Purple-Ära beinhaltet. Von den Alben 1987 und Slide It In wurden 2017 und 2019 komplett re-masterte Versionen in Boxsets veröffentlicht. Beide Versionen erhalten neben den vollständig neu überarbeiteten Albumaufnahmen, viele Proben- und Live-Aufnahmen, Tour- und Begleitbücher. 2018 erschien ebenfalls das Boxset Unzipped mit Aufnahmen von Unplugged-Shows und dem visuellen Live-Mitschnitt Starkers in Tokyo. Am 10. Mai 2019 veröffentlichte die Band um David Coverdale ein neues Studioalbum, Flesh & Blood. Ausführender Produzent war David Coverdale selbst. Musikproduzent Chris Collier (u. a. Lynch Mob, Prong, Korn) zeichnete für den Mix verantwortlich.
2018 folgte das Album Unzipped mit Acoustic-Sessions und raren Takes. Im Mai 2019 präsentierten Coverdale & Co ihr neues Studioalbum Flesh & Blood u. a. auch bei dem einzigen Auftritt der Glam-Metaller in Deutschland im Kölner Palladium.
2021 trennten sich Bassist Michael Devin und die Band. Neues Mitglied wurde die in Irland geborene Tanya O’Callaghan. Sie ist damit auch die erste Frau in der Geschichte der Band. Ihre kurzfristige Verpflichtung steht auch eng im Zusammenhang mit der für 2022/23 geplanten Abschiedstournee von Whitesnake. David Coverdale über seine neue Bassistin: „Aus welchem Grund auch immer hatten Whitesnake noch niemals zuvor eine Musikerin in der Band. Böse Jungs! Doch als wir Tanya mit der Gruppe unseres Freundes Steven Adler 2019 beim M3 Festival auftreten sahen, hat uns das weggeblasen. Sie ist eine elektrisierende Performerin.“

## Trivia
- In den 1980er Jahren wurde Sead Lipovača, Gründer und Mitglied der bosnischen Heavy-Metal-Band Divlje Jagode, eingeladen bei Whitesnake zu spielen, er lehnte dies aber ab.
- Coverdale heiratete 1989 die Schauspielerin Tawny Kitaen, die in einigen Whitesnake-Videoclips als Hauptdarstellerin zu sehen ist. Die Ehe wurde 1991 geschieden.
- Im Juni 2005 verkündet die Recording Industry Association of America, dass Whitesnake bis dato alleine in Amerika über 12 Millionen Alben verkauft haben.
- Das Lied Here I Go Again kommt im Film Old School einige Male vor und bildet den Soundtrack für die Schlusssequenz des PC-Spiels World in Conflict. Im Film The Fighter wird Here I Go Again als Einzugslied bei Micky Wards Kampf gespielt. Es kommt ebenfalls in der Folge Dungeons and Wagons der Serie American Dad und in der fünften Staffel der Serie Californication vor.

## The Snakes, The Company of Snakes und M3 Classic Whitesnake
Schon 1991 begannen Micky Moody und Bernie Marsden ihr Whitesnake-Erbe gemeinsam wiederzubeleben. Mit ihrer Moody Marsden Band (unter anderem mit Zak Starkey, Sohn von Ringo Starr) repräsentierten sie den Blues-Anteil, der bis 1984 ein Großteil des Whitesnake-Sounds ausmachte.
1998 gründeten Moody und Marsden die Band „The Snakes“, mit der sie die Songs der klassischen Besetzung live spielten. Zusätzliche Mitglieder dieser Band waren Jørn Lande (Gesang), Sid Ringsby (Bass) und Willy Bendiksen (Drums). The Snakes veröffentlichten 1989 die Alben „Once Bitten“(The Snakes Album) sowie „Live in Europe“.
2000 wurde die Band in „The Company of Snakes“ umbenannt und das Whitesnake-Gründungsmitglied Neil Murray engagiert. Es werden ebenso Songs der klassischen Besetzung live gespielt. Auch Don Airey beteiligte sich zeitweise bei diesem Projekt. Später firmierte die Gruppe unter dem Namen M3 Classic Whitesnake, ergänzt durch Stefan Berggren (Gesang), Doogie White (Gesang, ex-Rainbow), Tony Martin (Gesang, ex-Black Sabbath), Jimmy Copley (Schlagzeug, ex-Upp) und Mark Stanway (Keyboard, Magnum).

## Diskografie

### Studioalben
| Jahr | Titel              | Höchstplatzierung, Gesamtwochen, AuszeichnungChartplatzierungen (Jahr, Titel, Platzierungen, Wochen, Auszeichnungen, Anmerkungen) | Höchstplatzierung, Gesamtwochen, AuszeichnungChartplatzierungen (Jahr, Titel, Platzierungen, Wochen, Auszeichnungen, Anmerkungen) | Höchstplatzierung, Gesamtwochen, AuszeichnungChartplatzierungen (Jahr, Titel, Platzierungen, Wochen, Auszeichnungen, Anmerkungen) | Höchstplatzierung, Gesamtwochen, AuszeichnungChartplatzierungen (Jahr, Titel, Platzierungen, Wochen, Auszeichnungen, Anmerkungen) | Höchstplatzierung, Gesamtwochen, AuszeichnungChartplatzierungen (Jahr, Titel, Platzierungen, Wochen, Auszeichnungen, Anmerkungen) | Anmerkungen                             |
| Jahr | Titel              | DE | AT | CH | UK | US | Anmerkungen                             |
| ---- | ------------------ | --- | --- | --- | --- | --- | --------------------------------------- |
| 1978 | Trouble            | — | — | — | UK50 (2 Wo.)UK | — | Erstveröffentlichung: 19. Oktober 1978  |
| 1979 | Lovehunter         | — | — | — | UK29 (7 Wo.)UK | — | Erstveröffentlichung: 1. Oktober 1979   |
| 1980 | Ready an’ Willing  | — | — | — | UK6 Gold · (15 Wo.)UK | US90 (16 Wo.)US | Erstveröffentlichung: 23. Mai 1980      |
| 1981 | Come an’ Get It    | DE20 (23 Wo.)DE | — | — | UK2 Gold · (23 Wo.)UK | US151 (6 Wo.)US | Erstveröffentlichung: 6. April 1981     |
| 1982 | Saints & Sinners   | DE28 (20 Wo.)DE | AT14 (4 Wo.)AT | — | UK9 Silber · (9 Wo.)UK | — | Erstveröffentlichung: 20. November 1982 |
| 1984 | Slide It In        | DE14 (14 Wo.)DE | — | CH12 (6 Wo.)CH | UK9 (7 Wo.)UK | US40 ×2Doppelplatin · (85 Wo.)US                                                                                                  | Erstveröffentlichung: 17. Januar 1984   |
| 1987 | 1987 / Whitesnake  | DE13 Gold · (49 Wo.)DE | AT25 (6 Wo.)AT | CH10 Gold · (10 Wo.)CH | UK8 Platin · (58 Wo.)UK | US2 ×8Achtfachplatin · (76 Wo.)US                                                                                                 | Erstveröffentlichung: 7. April 1987     |
| 1989 | Slip of the Tongue | DE19 (18 Wo.)DE | AT29 (1 Wo.)AT | CH11 (9 Wo.)CH | UK10 Gold · (10 Wo.)UK | US10 Platin · (34 Wo.)US | Erstveröffentlichung: 18. November 1989 |
| 1997 | Restless Heart     | DE26 (8 Wo.)DE | AT45 (2 Wo.)AT | CH23 (10 Wo.)CH | UK34 (3 Wo.)UK | — | Erstveröffentlichung: 26. März 1997     |
| 2008 | Good to Be Bad     | DE6 (8 Wo.)DE | AT11 (6 Wo.)AT | CH15 (6 Wo.)CH | UK7 (4 Wo.)UK | US62 (3 Wo.)US | Erstveröffentlichung: 18. April 2008    |
| 2011 | Forevermore        | DE16 (4 Wo.)DE | AT27 (2 Wo.)AT | CH17 (7 Wo.)CH | UK33 (1 Wo.)UK | US49 (2 Wo.)US | Erstveröffentlichung: 25. März 2011     |
| 2015 | The Purple Album   | DE13 (5 Wo.)DE | AT28 (1 Wo.)AT | CH11 (3 Wo.)CH | UK18 (2 Wo.)UK | US87 (1 Wo.)US | Erstveröffentlichung: 15. Mai 2015      |
| 2019 | Flesh & Blood      | DE3 (5 Wo.)DE | AT6 (4 Wo.)AT | CH2 (6 Wo.)CH | UK7 (1 Wo.)UK | US131 (1 Wo.)US | Erstveröffentlichung: 10. Mai 2019      |

grau schraffiert: keine Chartdaten aus diesem Jahr verfügbar

### Livealben
| Jahr | Titel                              | Höchstplatzierung, Gesamtwochen, AuszeichnungChartplatzierungen (Jahr, Titel, Platzierungen, Wochen, Auszeichnungen, Anmerkungen) | Höchstplatzierung, Gesamtwochen, AuszeichnungChartplatzierungen (Jahr, Titel, Platzierungen, Wochen, Auszeichnungen, Anmerkungen) | Höchstplatzierung, Gesamtwochen, AuszeichnungChartplatzierungen (Jahr, Titel, Platzierungen, Wochen, Auszeichnungen, Anmerkungen) | Höchstplatzierung, Gesamtwochen, AuszeichnungChartplatzierungen (Jahr, Titel, Platzierungen, Wochen, Auszeichnungen, Anmerkungen) | Höchstplatzierung, Gesamtwochen, AuszeichnungChartplatzierungen (Jahr, Titel, Platzierungen, Wochen, Auszeichnungen, Anmerkungen) | Anmerkungen                             |
| Jahr | Titel                              | DE | AT | CH | UK | US | Anmerkungen                             |
| ---- | ---------------------------------- | --- | --- | --- | --- | --- | --------------------------------------- |
| 1980 | Live... in the Heart of the City   | DE56 (2 Wo.)DE | — | — | UK5 Platin · (15 Wo.)UK | US146 (12 Wo.)US | Erstveröffentlichung: 3. November 1980  |
| 2006 | Live... In the Still of the Night  | DE23 Gold · (5 Wo.)DE | — | — | UK— GoldUK | — | Erstveröffentlichung: Februar 2006      |
| 2006 | Live: In the Shadow of the Blues   | DE82 (1 Wo.)DE | AT64 (1 Wo.)AT | — | — | — | Erstveröffentlichung: 24. November 2006 |
| 2011 | Live at Donington 1990             | DE32 (1 Wo.)DE | — | CH10 (1 Wo.)CH | UK81 (1 Wo.)UK | — | Erstveröffentlichung: 20. Mai 2011      |
| 2013 | Made in Japan                      | DE26 (2 Wo.)DE | AT54 (1 Wo.)AT | CH2 (2 Wo.)CH | UK67 (1 Wo.)UK | — | Erstveröffentlichung: 22. April 2013    |
| 2013 | Made in Britain / The World Record | DE57 (1 Wo.)DE | — | — | — | — | Erstveröffentlichung: 5. Juli 2013      |
| 2014 | Live in 1984: Back to the Bone     | DE98 (1 Wo.)DE | — | — | — | — | Erstveröffentlichung: 7. November 2014  |
| 2018 | The Purple Tour                    | DE17 (2 Wo.)DE | AT19 (1 Wo.)AT | CH31 (1 Wo.)CH | UK60 (1 Wo.)UK | — | Erstveröffentlichung: 19. Januar 2018   |

grau schraffiert: keine Chartdaten aus diesem Jahr verfügbar
Weitere Livealben
- 1980: Live at Hammersmith
- 1984: Super Rock ’84 In Japan
- 1997: Starkers in Tokyo

### Kompilationen
| Jahr | Titel                            | Höchstplatzierung, Gesamtwochen, AuszeichnungChartplatzierungen (Jahr, Titel, Platzierungen, Wochen, Auszeichnungen, Anmerkungen) | Höchstplatzierung, Gesamtwochen, AuszeichnungChartplatzierungen (Jahr, Titel, Platzierungen, Wochen, Auszeichnungen, Anmerkungen) | Höchstplatzierung, Gesamtwochen, AuszeichnungChartplatzierungen (Jahr, Titel, Platzierungen, Wochen, Auszeichnungen, Anmerkungen) | Höchstplatzierung, Gesamtwochen, AuszeichnungChartplatzierungen (Jahr, Titel, Platzierungen, Wochen, Auszeichnungen, Anmerkungen) | Höchstplatzierung, Gesamtwochen, AuszeichnungChartplatzierungen (Jahr, Titel, Platzierungen, Wochen, Auszeichnungen, Anmerkungen) | Anmerkungen                            |
| Jahr | Titel                            | DE | AT | CH | UK | US | Anmerkungen                            |
| ---- | -------------------------------- | --- | --- | --- | --- | --- | -------------------------------------- |
| 1994 | Greatest Hits                    | DE51 (8 Wo.)DE | — | CH12 (11 Wo.)CH | UK4 Gold · (12 Wo.)UK | US161 Platin · (2 Wo.)US | Erstveröffentlichung: 9. Juli 1994     |
| 2000 | The Millennium Collection        | — | — | — | — | US194 (1 Wo.)US | Erstveröffentlichung: 27. Juni 2000    |
| 2003 | Best of                          | DE83 (2 Wo.)DE | — | — | UK44 Gold · (4 Wo.)UK | US— GoldUS | Erstveröffentlichung: 24. März 2003    |
| 2008 | 30th Anniversary Collection      | — | — | — | UK38 (2 Wo.)UK | — | Erstveröffentlichung: 13. Juni 2008    |
| 2011 | Box ’O’ Snakes                   | DE87 (1 Wo.)DE | — | — | — | — | Erstveröffentlichung: 4. November 2011 |
| 2018 | Unzipped                         | DE36 (1 Wo.)DE | — | CH48 (1 Wo.)CH | — | — | Erstveröffentlichung: 19. Oktober 2018 |
| 2020 | The Rock Album                   | DE40 (1 Wo.)DE | — | CH36 (1 Wo.)CH | UK81 (1 Wo.)UK | — | Erstveröffentlichung: 19. Juni 2020    |
| 2020 | Love Songs                       | DE66 (1 Wo.)DE | — | CH34 (1 Wo.)CH | — | — | Erstveröffentlichung: 6. November 2020 |
| 2021 | The Blues Album                  | DE13 (1 Wo.)DE | AT56 (1 Wo.)AT | CH10 (1 Wo.)CH | UK57 (1 Wo.)UK | — | Erstveröffentlichung: 19. Februar 2021 |
| 2024 | Into the Light – The Solo Albums | — | — | CH90 (1 Wo.)CH | — | — | Erstveröffentlichung: 25. Oktober 2024 |

Weitere Kompilationen
- 1981: The Best of Whitesnake
- 2002: Here I Go Again: The Whitesnake Collection
- 2003: The Silver Anniversary Collection
- 2004: The Early Years
- 2006: Definitive Collection
- 2006: Gold: Whitesnake
- 2011: Little Box ’O’ Snakes (The Sunburst Years 1978–1982)

### EPs
| Jahr | Titel     | Höchstplatzierung, Gesamtwochen, AuszeichnungChartsChartplatzierungen (Jahr, Titel, Platzierungen, Wochen, Auszeichnungen, Anmerkungen) | Anmerkungen                     |
| Jahr | Titel     | UK | Anmerkungen                     |
| ---- | --------- | --- | ------------------------------- |
| 1978 | Snakebite | UK61 (3 Wo.)UK | Erstveröffentlichung: Juni 1978 |

### Singles
| Jahr | Titel Album                                                          | Höchstplatzierung, Gesamtwochen, AuszeichnungChartplatzierungen (Jahr, Titel, Album, Platzierungen, Wochen, Auszeichnungen, Anmerkungen) | Höchstplatzierung, Gesamtwochen, AuszeichnungChartplatzierungen (Jahr, Titel, Album, Platzierungen, Wochen, Auszeichnungen, Anmerkungen) | Höchstplatzierung, Gesamtwochen, AuszeichnungChartplatzierungen (Jahr, Titel, Album, Platzierungen, Wochen, Auszeichnungen, Anmerkungen) | Anmerkungen                         |
| Jahr | Titel Album                                                          | DE | UK | US | Anmerkungen                         |
| ---- | -------------------------------------------------------------------- | --- | --- | --- | ----------------------------------- |
| 1979 | Long Way from Home Lovehunter                                        | — | UK55 (2 Wo.)UK | — | Erstveröffentlichung: November 1979 |
| 1980 | Fool for Your Loving Ready an’ Willing                               | — | UK13 (11 Wo.)UK | US37 (22 Wo.)US | Erstveröffentlichung: April 1980    |
| 1980 | Ready an’ Willing                                                    | — | UK43 (4 Wo.)UK | — | Erstveröffentlichung: Juli 1980     |
| 1980 | Ain't No Love in the Heart of the City Live in the Heart of the City | — | UK51 (4 Wo.)UK | — | Erstveröffentlichung: November 1980 |
| 1981 | Don’t Break My Heart Again Come an’ Get It                           | — | UK17 (9 Wo.)UK | — | Erstveröffentlichung: April 1981    |
| 1981 | Would I Lie to You Come an’ Get It                                   | — | UK37 (6 Wo.)UK | — | Erstveröffentlichung: Juni 1981     |
| 1982 | Here I Go Again Saints & Sinners                                     | DE51 (12 Wo.)DE | UK34 Platin · (12 Wo.)UK | — | Erstveröffentlichung: November 1982 |
| 1983 | Guilty of Love Slide It In                                           | — | UK31 (5 Wo.)UK | — | Erstveröffentlichung: August 1983   |
| 1984 | Give Me More Time Slide It In                                        | — | UK29 (4 Wo.)UK | — | Erstveröffentlichung: Januar 1984   |
| 1984 | Standing in the Shadow Slide It In                                   | — | UK62 (3 Wo.)UK | — | Erstveröffentlichung: April 1984    |
| 1984 | Love Ain’t No Stranger Slide It In                                   | — | UK44 (4 Wo.)UK | — | Erstveröffentlichung: Dezember 1984 |
| 1987 | Still of the Night 1987                                              | — | UK16 (8 Wo.)UK | US79 (7 Wo.)US | Erstveröffentlichung: März 1987     |
| 1987 | Is This Love 1987                                                    | — | UK9 Silber · (15 Wo.)UK | US2 (19 Wo.)US | Erstveröffentlichung: Mai 1987      |
| 1987 | Here I Go Again (1987) 1987                                          | DE29 (12 Wo.)DE | UK9 Silber · (11 Wo.)UK | US1 (28 Wo.)US | Erstveröffentlichung: Juni 1987     |
| 1988 | Give Me All Your Love 1987                                           | — | UK18 (6 Wo.)UK | US48 (11 Wo.)US | Erstveröffentlichung: Januar 1988   |
| 1990 | The Deeper the Love Slip of the Tongue                               | — | UK35 (3 Wo.)UK | US28 (14 Wo.)US | Erstveröffentlichung: Januar 1990   |
| 1990 | Now You’re Gone Slip of the Tongue                                   | — | UK31 (4 Wo.)UK | US96 (2 Wo.)US | Erstveröffentlichung: Mai 1990      |
| 1997 | Too Many Tears Restless Heart                                        | — | UK46 (2 Wo.)UK | — | Erstveröffentlichung: Juni 1997     |

### Videoalben
- 1983: Fourplay (US: Gold)
- 1988: Trilogy (US: Platin)
- 2006: Live … In the Still of the Night (DE: Gold, UK: Gold)

## Auszeichnungen für Musikverkäufe
| Goldene Schallplatte - Finnland - 1999: für das Album Greatest Hits - Japan - 1992: für das Album Slip of the Tongue - 1994: für das Album Greatest Hits - Schweden - 1988: für das Album 1987 / Whitesnake - 1997: für das Album Slide It In - Spanien - 2024: für die Single Is This Love | 2× Platin-Schallplatte - Neuseeland - 1988: für das Album 1987 / Whitesnake - 2022: für die Single Here I Go Again 5× Platin-Schallplatte - Kanada - 1988: für das Album 1987 / Whitesnake |

Anmerkung: Auszeichnungen in Ländern aus den Charttabellen bzw. Chartboxen sind in ebendiesen zu finden.
| Land/RegionAuszeichnungen für Musikverkäufe (Land/Region, Auszeichnungen, Verkäufe, Quellen) | Silber     | Gold       | Platin       | Verkäufe   | Quellen              |
| -------------------------------------------------------------------------------------------- | ---------- | ---------- | ------------ | ---------- | -------------------- |
| Deutschland (BVMI)                                                                           | —          | 2× Gold2   | —            | 250.000    | musikindustrie.de    |
| Finnland (IFPI)                                                                              | —          | Gold1      | —            | 21.755     | ifpi.fi              |
| Japan (RIAJ)                                                                                 | —          | 2× Gold2   | —            | 200.000    | riaj.or.jp           |
| Kanada (MC)                                                                                  | —          | —          | 5× Platin5   | 500.000    | musiccanada.com      |
| Neuseeland (RMNZ)                                                                            | —          | —          | 4× Platin4   | 100.000    | Einzelnachweise      |
| Schweden (IFPI)                                                                              | —          | 2× Gold2   | —            | 100.000    | sverigetopplistan.se |
| Schweiz (IFPI)                                                                               | —          | Gold1      | —            | 25.000     | hitparade.ch         |
| Spanien (Promusicae)                                                                         | —          | Gold1      | —            | 30.000     | elportaldemusica.es  |
| Vereinigte Staaten (RIAA)                                                                    | —          | 2× Gold2   | 13× Platin13 | 12.650.000 | riaa.com             |
| Vereinigtes Königreich (BPI)                                                                 | 3× Silber3 | 6× Gold6   | 3× Platin3   | 2.185.000  | bpi.co.uk            |
| Insgesamt                                                                                    | 3× Silber3 | 17× Gold17 | 25× Platin25 |            |                      |